# Заєзеже (Мазовецьке воєводство)
Заєзеже (пол. Zajezierze) — село в Польщі, у гміні Сецехув Козеницького повіту Мазовецького воєводства.
Населення — 1032 особи (2011).

## Демографія
Демографічна структура станом на 31 березня 2011 року:
|          | Загалом | Допрацездатний вік | Працездатний вік | Постпрацездатний вік |
| -------- | ------- | ------------------ | ---------------- | -------------------- |
| Чоловіки | 492     | 100                | 325              | 67                   |
| Жінки    | 540     | 88                 | 297              | 155                  |
| Разом    | 1032    | 188                | 622              | 222                  |